# Ismael Cruz Córdova
Ismael Cruz Córdova, né le 7 avril 1987 à Aguas Buenas, est un acteur portoricain, principalement connu pour avoir interprété le rôle de Mando dans la série télévisée Sesame Street. Il a également joué dans la série Ray Donovan, ainsi que dans la troisième saison de Berlin Station, dans le rôle de Rafael Torres.

## Biographie
Ismael Cruz Córdova est né le 7 avril 1987 à Aguas Buenas, Porto Rico.
Après avoir déménagé à New York, il a étudié à la Tisch School of the Arts.

## Carrière
Entre 2013 et 2014, il tourne dans la série Sesame Street.
En 2016, il joue dans Ray Donovan.
En 2018, il est présent dans la troisième saison de Berlin Station.

## Filmographie

### Cinéma

#### Longs métrages
- 2003 : Stray Bullet : Gatillo
- 2012 : White Alligator : Alejandro
- 2014 : Out of Control (In the Blood) de John Stockwell : Manny
- 2015 : Simple Little Lives : Henry
- 2016 : Un jour dans la vie de Billy Lynn (Billy Lynn's Long Halftime Walk) d'Ang Lee : Holliday
- 2016 : Suspicions de Michael Sperrazza: Jose De La Cruz
- 2016 : The Pastor : Netto
- 2018 : Marie Stuart, Reine d'Ecosse Mary Queen of Scots) de Josie Rourke : David Rizzio
- 2019 : Miss Bala de Catherine Hardwicke : Lino Esparza
- 2021 : Life on Mars (Settlers) de Wyatt Rockefeller : Jerry
- 2023 : Finestkind de Brian Helgeland
- 2025 : The Pickup de Tim Story

#### Courts métrages
- 2012 : La Edwin d'Orlando Javier Torres : Johnny
- 2013 : Chaser de Sal Bardo : Ian
- 2014 : La Loteria de Shahir Daud : Augusto
- 2014 : The Golden Record d'Adam Mcclelland : Eli

### Télévision

#### Séries télévisées
- 2011 : The Good Wife : Jimmy Patrick
- 2012 - 2013 : Little Children, Big Challenges : Mando
- 2013 - 2014 : 1, rue Sésame (Sesame Street) : Mando (voix)
- 2016 : Ray Donovan : Hector Campos
- 2016 : Divorce : Clerk
- 2016 : Citizen : Chris Martinez
- 2017 : The Catch : The Hammer
- 2018 - 2019 : Berlin Station : Rafael Torres
- 2019 : The Mandalorian : Qin
- 2020 : The Undoing : Fernando Alves
- 2022 : Le Seigneur des anneaux : Les Anneaux de pouvoir (The Lord of the Rings : The Rings of Power) : Arondir
- 2022 : Le Cabinet de curiosités de Guillermo del Toro (Guillermo del Toro's Cabinet of Curiosities)

#### Téléfilms
- 2005 : El Cuerpo del Delito de Raúl Marchand Sánchez : Manny